# Śmietki Małe
Śmietki Małe (deutsch Ludwigshof, auch Klein Schnittken) ist ein kleiner Ort in der polnischen Woiwodschaft Ermland-Masuren. Er gehört zur Stadt- und Landgemeinde Mikołajki (deutsch Nikolaiken) im Powiat Mrągowski (Kreis Sensburg).

## Geographische Lage
Śmietki Małe liegt inmitten der Woiwodschaft Ermland-Masuren, elf Kilometer südöstlich der Kreisstadt Mrągowo (deutsch Sensburg).

## Ortsname
Die polnische Ortsbezeichnung „Śmietki Małe“ trug nach 1945 zunächst das Dorf mit dem früheren deutschen Namen „Klein Schnittken“. Dieser Ort existiert jedoch nicht mehr. Man übertrug dann den Namen „Śmietki Małe“ auf den weiter nördlich liegenden Ort namens „Ludwigshof“.

## Geschichte

### Klein Schnittken
Klein Schnittken wurde am 22. März 1838 gegründet und war Vorwerk zu Schnittken (polnisch Śmietki), zu dessen Gutsbezirk es gehörte. Im Jahre 1910 waren in Klein Schnittken sieben Einwohner registriert. Am 30. September 1928 wurde der Gutsbezirk Schnittken und mit ihm das Vorwerk Klein Schnittken in die Landgemeinde Inulzen (1938 bis 1945 Neufasten, polnisch Inulec) eingegliedert, die dann in „Landgemeinde Schnittken“ umbenannt wurde.
Im Jahre 1945 wurde Klein Schnittken in Kriegsfolge mit dem gesamten südlichen Ostpreußen an Polen überstellt, erhielt die polnische Namensform „Śmietki Małe“, bis sich seine Existenz verliert und der Ortsname auf das ehemalige Ludwigshof übergeht.

### Ludwigshof
Der kleine Ort Ludwigshof wurde 1823 gegründet und von einem mittelgroßen Hof gebildet. Bis 1945 war es ein Wohnplatz in der Landgemeinde Barranowen (1938 bis 1945 Hoverbeck, polnisch Baranowo) im Kreis Sensburg im Regierungsbezirk Gumbinnen (ab 1905: Regierungsbezirk Allenstein) in der preußischen Provinz Ostpreußen. Im Jahre 1905 zählte Ludwigshof 21 Einwohner.
Als Ludwigshof 1945 mit dem südlichen Ostpreußen zu Polen kam, gab man dem kleinen Ort den polnischen Namen „Śmietki Małe“, der zuvor an den inzwischen erloschenen Ort Klein Schnittken vergeben worden war. Śmietki Małe ist heute eine Ortschaft im Verbund der Stadt- und Landgemeinde Mikołajki (Nikolaiken) im Powiat Mrągowski (Kreis Sensburg), bis 1998 der Woiwodschaft Suwałki, seither der Woiwodschaft Ermland-Masuren zugehörig.

## Kirche
Sowohl Klein Schnittken als auch Ludwigshof waren vor 1945 in die evangelische Kirche Barranowen (1938 bis 1945 Hoverbeck, polnisch Baranowo) in der Kirchenprovinz Ostpreußen der Kirche der Altpreußischen Union als auch in die katholische Kirche St. Adalbert in Sensburg (polnisch Mrągowo) im Bistum Ermland eingepfarrt.
Heute gehört Śmietki Małe zur Evangelischen Kirche Mikołajki in der Diözese Masuren der Evangelisch-Augsburgischen Kirche in Polen sowie der katholischen Pfarrkirche Baranowo im Bistum Ełk in der polnischen katholischen Kirche.

## Verkehr
Śmietki Małe liegt südlich der polnischen Landesstraße 16 (alte deutsche Reichsstraße 127) und ist über Baranowo (Barranowen, 1938 bis 1945 Hoverbeck) auf direktem Wege zu erreichen. Baranowo war bis 2009 auch die nächste Bahnstation von Ludwigshof bzw. Śmietki Małe. Sie lag an der Bahnstrecke Czerwonka–Ełk (deutsch Rothfließ–Lyck), die nicht mehr befahren wird.
Das einstige Klein Schnittken war über eine Nebenstraße von Śmietki (Schnittken) aus erreichbar.